# Talmon
Talmon (hebrejsky טַלְמוֹן, podle biblické postavy Talmóna, kterou zmiňuje Kniha Ezdráš 2,42, v oficiálním přepisu do angličtiny Talmon) je izraelská osada a vesnice typu společná osada (jišuv kehilati) na Západním břehu Jordánu, v distriktu Judea a Samaří a v Oblastní radě Mate Binjamin.

## Geografie
Nachází se v nadmořské výšce 560 metrů v jižní hornaté části Samařska, cca 8 kilometrů východně od města Modi'in Ilit, cca 20 kilometrů severozápadně od historického jádra Jeruzalému a cca 37 kilometrů jihovýchodně od centra Tel Avivu.
Vesnice je na dopravní síť Západního břehu Jordánu napojena pomocí lokální silnice číslo 450, která v severojižním směru propojuje jednotlivá izraelská sídla v bloku Guš Talmonim okolo Talmonu (například Dolev, Nerija, Nachli'el nebo Chalamiš). Talmon je nejlidnatější obcí v tomto bloku, který ale je na všech stranách obklopen palestinskými sídly, nejblíže z nich je vesnice al-Janiya, necelý kilometr západně od Talmon.

## Dějiny
Obec byla zřízena roku 1989. Už 15. července 1984 rozhodla izraelská vláda založit v této oblasti novou osadu (pracovně nazývána Aner). Byla plánována pro výhledovou kapacitu 300 bytových jednotek, z nichž 30 mělo vyrůst v první fázi. K faktickému vzniku osady Talmon došlo až v březnu 1989. Šlo o symbolické gesto namířené proti organizátorům první intifády, kdy bylo takto založeno na Západním břehu Jordánu několik nových izraelských osad.
V obci funguje zdravotní středisko, tři synagogy (dvě aškenázské a jedna sefardská). Dále jsou zde předškolní zařízení pro děti a náboženská základní škola.
Osada se od 90. let 20. století rozšiřovala zakládáním nových satelitních skupin domů, často ve velké vzdálenosti od původního sídelního jádra:
- Jako první takto vznikla skupina domů Talmon Bet, která se později osamostatnila a v současné době jde o fakticky nezávislou obcí zvanou Nerija, byť oficiálně a statisticky zůstává součástí osady Talmon.
- V roce 1995 to byla skupina domů Zajit Ra'anan, nazývaná též Talmon Cafon (Talmon-sever) severozápadně od Talmon Bet. Vládní zpráva z doby po roce 2006 zde uvádí cca 20 žijících rodin. Zástavba spočívá z 38 provizorních karavanů včetně provizorní synagogy.[4] Organizace Šalom achšav tu roku 2007 napočetla čtyřicet stálých obyvatel. Datum založení této čtvrti ale udává na červen 2001.[7]
- V roce 1995 také vznikla východně od Talmon skupina domů Chareša s 35 rodinami (zástavbu tvořilo 46 karavanů, synagoga, mikve, ale také osm rozestavěných zděných domů).[4] Podle organizace Mír nyní byla tato sídelní skupina založena až v prosinci 1997 a k roku 2007 zde uvádí už 120 obyvatel.[7]
- V roce 1996 vyrostla další skupina domů Choreš Jaron, ve které se v pozdější vládní zprávě uvádí 10 trvale usídlených rodin, žijících v mobilních karavanech.[4] Podle organizace Mír nyní má tato satelitní čtvrť 50 obyvatel a vznikla v prosinci 1997.[7]

Počátkem 21. století nebyla obec Talmon zahrnuta do Izraelské bezpečnostní bariéry. Budoucí existence osady závisí na parametrech případné mírové smlouvy mezi Izraelem a Palestinci.

## Demografie
Obyvatelstvo Talmon je v databázi rady Ješa popisováno jako nábožensky založené. Podle údajů z roku 2014 tvořili naprostou většinu obyvatel Židé (včetně statistické kategorie "ostatní", která zahrnuje nearabské obyvatele židovského původu ale bez formální příslušnosti k židovskému náboženství).
Jde sice o sídlo bez statutu místní rady ani města ale ve své kategorii patří spíše k lidnatějším obcí, navíc s vysokými ročními přírůstky. K 31. prosinci 2014 zde žilo 3486 lidí. Během roku 2014 populace stoupla o 5,0 %. Do tohoto počtu jsou ovšem v oficiálních statistických šetřeních zahrnuti i obyvatelé jinak fakticky samostatné osady Nerija. Populace je mimořádně mladá. Roku 2013 zde byl třetí nejvyšší podíl obyvatelstva ve věku do 17 let ze všech sídel městského charakteru v Izraeli (63,0 % z celkové populace obce).
| Rok            | 1992 | 1993 | 1994 | 1995 | 1996 | 1997 | 1998  | 1999  | 2000  |
| -------------- | ---- | ---- | ---- | ---- | ---- | ---- | ----- | ----- | ----- |
| Počet obyvatel | 210  | 334  | 439  | 568  | 796  | 916  | 1 010 | 1 150 | 1 250 |

| Rok            | 2001  | 2002  | 2003  | 2004  | 2005  | 2006  | 2007  | 2008  | 2009  | 2010  | 2011  | 2012  | 2013  | 2014  |
| -------------- | ----- | ----- | ----- | ----- | ----- | ----- | ----- | ----- | ----- | ----- | ----- | ----- | ----- | ----- |
| Počet obyvatel | 1 350 | 1 510 | 1 618 | 1 760 | 1 964 | 2 135 | 2 350 | 2 563 | 2 580 | 2 797 | 3 073 | 3 202 | 3 321 | 3 486 |